# Rudy Collier
Rudy Collier (Baasrode, 1952) is een voormalig Belgisch journalist en redacteur.

## Levensloop
Collier groeide op in een arbeidersgezin, zijn vader was boegwerver op de scheepswerven te Baasrode. Tijdens zijn jeugd was hij hartpatiënt en leidde hij aan astma. Na zijn humaniora vatte hij op de Rijksuniversiteit Gent de Germaanse aan, een studie die hij echter vroegtijdig moest afbreken. Vervolgens studeerde hij aan de tolkenschool.
In 1980 ging hij aan de slag als journalist bij De Morgen, waar hij werkzaam bleef tot hij in 1995 de overstap maakte naar Mediaxis om er hoofdredacteur te worden van TV Expres. In 1997 maakte hij de overstap naar De Persgroep, waar hij hoofdredacteur werd van de Antwerpse regionale omroep ATV.
In september 2000 volgde hij Yves Desmet op als algemeen hoofdredacteur van De Morgen, wel bleef Desmet politiek hoofdredacteur. In maart 2005 werd Collier als algemeen hoofdredacteur opgevolgd door Yves Desmet en Peter Mijlemans. Vervolgens ging hij aan de slag bij Magnet Magazines, waar hij onder meer verantwoordelijk was voor De Morgen Magazine.
Vervolgens ging hij aan de slag bij Concentra, als chef van de stadsredactie van Gazet van Antwerpen. Van deze krant werd hij in mei 2014 samen met Kris Vanmarsenille hoofdredacteur in opvolging van Pascal Kerkhove. Op 31 december 2015 ging hij met pensioen.